# Copa de Berlín
La Copa de Berlín (en alemán: Berliner Landespokal) es una de las 21 competiciones regionales que se disputan en Alemania creada en 1906 y organizada por la Asociación de Fútbol de Berlín en donde el campeón logra la clasificación a la Copa de Alemania.

## Historia
La copa fue creada en 1906, siendo ésta la copa regional más vieja de Alemania, aunque ha contado con varias interrupciones. En esta copa no pueden participar los equipos de la Bundesliga de Alemania ni de la 2. Bundesliga y desde la temporada 2007/08 no es permitida la participación de los equipos filiales ya que estos equipos juega un torneo de copa aparte.
Se juega a eliminación directa a partido único en donde en caso de empate juegan tiempo extra y de ser necesario penales en donde la localía se define por sorteo y la final usualmente se juega en el Friedrich-Ludwig-Jahn-Sportpark.

### Primeros Años
Hasta 1931 el torneo era conocido como Copa de la Asociación de Berlín (en alemán: Berliner Verbandspokal) y en ella también participaban los equipos de Brandenburgo. Entre 1932 y 1941 los equipos participaban en la Copa Nacional de Alemania (en alemán: Tschammerpokal). En 1943 el torneo fue reintroducido como Gaupokal Berlin-Brandenburg en la que el campeón lograba la clasificación a la copa nacional pero que en esa temporada se dejó de jugar por la Segunda Guerra Mundial.
Al terminar la guerra la ciudad de Berlín fue dividida en cuatro partes y el torneo nació como Copa de Covertura Americana  (en alemán: Pokal des amerikanischen Drahtfunks) y en 1947 cambia su nombre por el de Copa RIAS (en alemán: RIAS-Pokal) luego de que los equipos de Brandenburgo dejaron de participar en la copa para jugar su propia versión.
En 1950 los equipos de Berlín Oriental dejaron de participar en la copa para participar en las competiciones de Alemania Democrática.
En esos años el torneo fue dominado por el BFC Viktoria 1889 cuando tenían el nombre de BTuFC Viktoria 1889 con cinco títulos.

#### Resultados
| Año  | Campeón                | Finalista                        | Resultado                        |
| ---- | ---------------------- | -------------------------------- | -------------------------------- |
| 1907 | BTuFC Viktoria 1889    | Berliner BC 03                   | 2–0                              |
| 1908 | BTuFC Viktoria 1889    | BTuFC Union 1892                 | 4–0                              |
| 1909 | BTuFC Viktoria 1889    | Berliner BC 03                   | 4–0                              |
| 1910 | Weißenseer FC          | BSC Fortuna                      | 4–1                              |
| 1920 | BFC Hertha 92          | (Ganó en una liga de 14 equipos) | (Ganó en una liga de 14 equipos) |
| 1923 | SV Norden-Nordwest     | BBC Brandenburg 92               | 2–0                              |
| 1924 | Hertha BSC             | BV 06 Luckenwalde                | 1–0                              |
| 1925 | SV Norden-Nordwest     | 1. FC Neukölln                   | 3–1                              |
| 1926 | BFC Viktoria 1889      | Union Oberschöneweide            | 4–3                              |
| 1927 | BFC Viktoria 1889      | SV Norden-Nordwest               | 6–2                              |
| 1928 | Hertha BSC             | BV 06 Luckenwalde                | 9–2                              |
| 1929 | Hertha BSC             | BFC Viktoria 1889                | 5–1                              |
| 1930 | Berliner SV 1892       | Spandauer SV                     | 5–1                              |
| 1931 | Tennis Borussia Berlin | SC Wacker 04 Berlin              | 6–0                              |
| 1943 | Hertha BSC             | Tennis Borussia Berlin           | 4–3 AET                          |
| 1944 | Polizei Berlin         | Tennis Borussia Berlin           | 6–2                              |
| 1946 | SG Wilmersdorf         | SG Tempelhof                     | 2–1 AET                          |
| 1947 | SG Oberschöneweide     | SG Wilmersdorf                   | 4–3 AET                          |
| 1948 | SG Oberschöneweide     | Tennis Borussia Berlin           | 2–2 AET 3–1 (Replay)             |
| 1949 | Tennis Borussia Berlin | Berliner FC Alemannia 1890       | 2–0                              |

### Copa de Berlín Occidental
Cuando Alemania se dividió en 1949 y los equipos de Berlín Oriental pasaron a jugar en Alemania Democrática, solo quedaron los equipos de Berlín Occidental participando en la copa y el torneo pasó a llamarse Karl-Heinz-Schulz-Pokal en homenaje al periodista y entrenador Karl-Heinz Schulz, quien murió a los 39 años por complicanciones en una cirugía.
En la edición de 1969 el partido terminó empatado y no se jugó el tiempo extra debido a que pensaron en jugar un replay más tarde, algo que nunca sucedió y no hubo campeón.
Al año siguiente la copa pasó a llamarse Paul-Rusch-Pokal en homenaje a Paul Rusch, el primer presidente que tuvo la Asociación de Fútbol de Berlín en donde se mantuvo en el cargo hasta 1970. Desde la temporada 1957/58 el campeón logra la clasificación a la Copa de Alemania.

#### Resultados
| Año  | Campeón                     | Finalista                                   | Resultado            |
| ---- | --------------------------- | ------------------------------------------- | -------------------- |
| 1950 | SC Wacker 04 Berlin         | Tennis Borussia Berlin                      | 2–1 AET              |
| 1951 | Tennis Borussia Berlin      | SC Union 06 Berlin                          | 2–1 AET              |
| 1952 | SpVgg Blau-Weiß 1890 Berlin | SC Wacker 04 Berlin                         | 3–0                  |
| 1953 | BFC Viktoria 1889           | Berliner SV 1892                            | 4–2                  |
| 1954 | Spandauer SV                | Tennis Borussia Berlin                      | 1–0                  |
| 1955 | Spandauer SV                | SC Minerva 1893                             | 2–1 AET              |
| 1956 | Spandauer SV                | SC Tasmania 1900 Berlin                     | 2–2 y 1–1 AET        |
| 1957 | SC Tasmania 1900 Berlin     | Berliner SV 1892                            | 3–1                  |
| 1958 | Hertha BSC                  | Spandauer SV                                | 4–1                  |
| 1959 | Hertha BSC                  | SC Wacker 04 Berlin                         | 5–2                  |
| 1960 | SC Tasmania 1900 Berlin     | Tennis Borussia Berlin                      | 3–0                  |
| 1961 | SC Tasmania 1900 Berlin     | BFC Südring                                 | 3–0                  |
| 1962 | SC Tasmania 1900 Berlin     | BFC Meteor 06                               | 4–1                  |
| 1963 | SC Tasmania 1900 Berlin     | SC Wacker 04 Berlin                         | 2–1                  |
| 1964 | Tennis Borussia Berlin      | Spandauer SV                                | 2–2 AET 7–1 (Replay) |
| 1965 | Tennis Borussia Berlin      | SC Wacker 04 Berlin                         | 1–1 AET 3–2 (Replay) |
| 1966 | Hertha BSC                  | Tennis Borussia Berlin                      | 6–3                  |
| 1967 | Hertha BSC                  | SC Tasmania 1900 Berlin                     | 1–0                  |
| 1968 | SC Wacker 04 Berlin         | FC Hertha 03 Zehlendorf                     | 4–2                  |
| 1969 | No hubo campeón             | Tennis Borussia Berlin Hertha 03 Zehlendorf | 1–1 AET              |
| 1970 | SC Tasmania 1900 Berlin     | Tennis Borussia Berlin                      | 2–0                  |
| 1971 | SC Tasmania 1900 Berlin     | SC Wacker 04 Berlin                         | 4–2                  |
| 1972 | SC Wacker 04 Berlin         | SpVgg Hellas-Nordwest 04                    | 5–0                  |
| 1973 | Tennis Borussia Berlin      | SpVgg Blau-Weiß 1890 Berlin                 | 1–0                  |
| 1974 | Rapide Wedding              | FC Hertha 03 Zehlendorf                     | 5–3                  |
| 1975 | Spandauer SV                | FC Hertha 03 Zehlendorf                     | 4–1                  |
| 1976 | Hertha BSC Amateure         | BFC Preussen                                | 4–1                  |
| 1977 | FC Hertha 03 Zehlendorf     | 1. Traber FC Mariendorf                     | 2–1                  |
| 1978 | Spandauer SV                | BFC Preussen                                | 2–1                  |
| 1979 | BFC Preussen                | Reinickendorfer Füchse                      | 5–3                  |
| 1980 | BFC Preussen                | SC Wacker 04 Berlin                         | 6–1                  |
| 1981 | BFC Preussen                | Reinickendorfer Füchse                      | 2–1                  |
| 1982 | FC Hertha 03 Zehlendorf     | Rapide Wedding                              | 3–1                  |
| 1983 | SC Charlottenburg           | Tennis Borussia Berlin                      | 3–2                  |
| 1984 | SpVgg Blau-Weiß 1890 Berlin | Lichterfelder Sport-Union 1951              | 3–1                  |
| 1985 | Tennis Borussia Berlin      | SC Charlottenburg                           | 1–0                  |
| 1986 | SC Charlottenburg           | Spandauer SV                                | 2–1                  |
| 1987 | Hertha BSC                  | Tennis Borussia Berlin                      | 2–0                  |
| 1988 | Türkiyemspor Berlin         | BFC Preussen                                | 2–1 AET              |
| 1989 | FC Hertha 03 Zehlendorf     | Türkiyemspor Berlin                         | 2–0                  |
| 1990 | Türkiyemspor Berlin         | FC Hertha 03 Zehlendorf                     | 2–1                  |
| 1991 | Türkiyemspor Berlin         | NSC Marathon 02                             | 3–0                  |

### Retorno a la Copa de Berlín
Luego de la reunificación alemana en 1990 los equipos de Berlín Oriental regresaron a la competición de Berlín, aunque han sido pocas las ocasiones en las que un equipo de Berlín Oriental ha ganado la copa desde la reunificación.
La copa tras finalizar la Segunda Guerra Mundial no fue atractiva hasta que en la temporada 1992/93 el Hertha Berlin II fue el campeón y en ese año llegó a la final de la Copa de Alemania en la que perdió ante el Bayer 04 Leverkusen.
En 2001 la final la jugaron dos equipos formados por inmigrantes cuando se enfrentaron el SV Yeşilyurt Berlin y Türkiyemspor Berlin, lo que generó interés internacional, siendo la primera vez que la final del torneo es transmitida en vivo por un canal extranjero, el TRT-Itl. de Turquía.
De 2004 a 2006 la copa fue conocida como ODDSET-Pokal hasta que por una decisión de la corte hizo que cambiara a BFK-Pokal hasta que en 2007 pasara a su denominación actual.

#### Resultados
Entre paréntesis aparece la liga en la que participaba el club en ese año:
- 3L: 3. Liga (desde 2008)
- RL: Regionalliga Nordost (entre 1994 y 2000) o Regionalliga Nord (desde 2000)
- OL: NOFV-Oberliga Mitte (1991 until 1994) or NOFV-Oberliga Nord (desde 1992)
- VL: Verbandsliga Berlin (Berlin-Liga)
- LL: Landesliga Berlin

| Fecha     | Campeón                        | Finalista                    | Resultado | Sede                            | Asistencia |
| --------- | ------------------------------ | ---------------------------- | --------- | ------------------------------- | ---------- |
| 29-5-1992 | Hertha BSC II (OL)             | Reinickendorfer Füchse (OL)  | 1–0       | Mommsenstadion                  | 1418       |
| 6-5-1993  | Tennis Borussia Berlin (OL)    | Türkiyemspor Berlin (OL)     | 2–0       | Mommsenstadion                  | 2898       |
| 12-5-1994 | 1. FC Union Berlin (OL)        | SD Croatia Berlin (LL)       | 2–1       | Mommsenstadion                  | 3377       |
| 25-5-1995 | Tennis Borussia Berlin (RL)    | Türkiyemspor Berlin (RL)     | 5–0       | Friedrich-Ludwig-Jahn-Sportpark | 1754       |
| 16-5-1996 | Tennis Borussia Berlin (RL)    | FC Hertha 03 Zehlendorf (RL) | 2–0       | Friedrich-Ludwig-Jahn-Sportpark | 1156       |
| 8-5-1997  | Reinickendorfer Füchse (RL)    | 1. FC Union Berlin (RL)      | 1–0       | Friedrich-Ludwig-Jahn-Sportpark | 3700       |
| 21-4-1998 | Tennis Borussia Berlin (RL)    | VfB Lichterfelde 1892 (OL)   | 2–0       | Friedrich-Ludwig-Jahn-Sportpark | 903        |
| 11-5-1999 | BFC Dynamo (RL)                | Türkspor Berlin (VL)         | 4–1       | Friedrich-Ludwig-Jahn-Sportpark | 1888       |
| 31-5-2000 | Tennis Borussia Berlin II (RL) | BFC Dynamo (RL)              | 2–0       | Friedrich-Ludwig-Jahn-Sportpark | 1841       |
| 30-5-2001 | SV Yeşilyurt Berlin (LL)       | Türkiyemspor Berlin (OL)     | 2–1       | Friedrich-Ludwig-Jahn-Sportpark | 1926       |
| 22-5-2002 | Tennis Borussia Berlin (OL)    | Reinickendorfer Füchse (OL)  | 4–0       | Friedrich-Ludwig-Jahn-Sportpark | 964        |
| 14-5-2003 | Reinickendorfer Füchse (OL)    | Tennis Borussia Berlin (OL)  | 1–0       | Friedrich-Ludwig-Jahn-Sportpark | 962        |
| 5-5-2004  | Hertha BSC II (OL)             | SV Yeşilyurt Berlin (OL)     | 3–0       | Friedrich-Ludwig-Jahn-Sportpark | 1967       |
| 4-5-2005  | Tennis Borussia Berlin (OL)    | BFC Alemannia 90 Wacker (VL) | 5–4 pen.  | Friedrich-Ludwig-Jahn-Sportpark | 1088       |
| 24-5-2006 | Tennis Borussia Berlin (OL)    | Hertha BSC II (RL)           | 2–1 AET   | Friedrich-Ludwig-Jahn-Sportpark | 1600       |
| 16-5-2007 | 1. FC Union Berlin (RL)        | Köpenicker SC (VL)           | 7–0       | Stadion An der Alten Försterei  | 5624       |
| 4-6-2008  | Tennis Borussia Berlin (OL)    | VfB Hermsdorf (VL)           | 2–0       | Friedrich-Ludwig-Jahn-Sportpark | 2063       |
| 6-5-2009  | 1. FC Union Berlin (3L)        | Tennis Borussia Berlin (OL)  | 2–1       | Friedrich-Ludwig-Jahn-Sportpark | 3700       |
| 2-6-2010  | Berliner AK 07 (OL)            | BFC Dynamo (OL)              | 1–0       | Friedrich-Ludwig-Jahn-Sportpark | 3100       |
| 8-6-2011  | BFC Dynamo (OL)                | SFC Stern 1900 (VL)          | 2–0       | Friedrich-Ludwig-Jahn-Sportpark | 5100       |
| 26-5-2012 | Berliner AK 07 (RL)            | SC Gatow (VL)                | 2–0       | Friedrich-Ludwig-Jahn-Sportpark | 3100       |
| 12-6-2013 | BFC Dynamo (OL)                | SV Lichtenberg 47 (OL)       | 1–0       | Friedrich-Ludwig-Jahn-Sportpark | 6381       |
| 4-6-2014  | FC Viktoria 1889 Berlin (RL)   | SV Tasmania Berlin (LL)      | 2–1       | Friedrich-Ludwig-Jahn-Sportpark | 3468       |
| 20-5-2015 | BFC Dynamo (RL)                | SV Tasmania Berlin (VL)      | 1–0       | Friedrich-Ludwig-Jahn-Sportpark | 6914       |
| 28-5-2016 | BFC Preussen (VL)              | SV Lichtenberg 47 (OL)       | 1–0       | Friedrich-Ludwig-Jahn-Sportpark |            |
| 25-5-2017 | BFC Dynamo (RL)                | FC Viktoria 1889 Berlin (RL) | 3–1       | Friedrich-Ludwig-Jahn-Sportpark |            |
| 21-5-2018 | BFC Dynamo (RL)                | Berliner Sport-Club (VL)     | 2–1       | Friedrich-Ludwig-Jahn-Sportpark |            |
| 25-5-2019 | FC Viktoria 1889 Berlin (RL)   | Tennis Borussia Berlin (OL)  | 1–0       | Friedrich-Ludwig-Jahn-Sportpark | 2712       |
| 22-8-2020 | VSG Altglienicke (RL)          | FC Viktoria 1889 Berlin (RL) | 6–0       | Friedrich-Ludwig-Jahn-Sportpark | 0          |

## Títulos por equipo
| Club                        | Títulos | Años Campeón                                                                             |
| --------------------------- | ------- | ---------------------------------------------------------------------------------------- |
| Tennis Borussia Berlin      | 15      | 1931, 1949, 1951, 1964, 1965, 1973, 1985, 1993, 1995, 1996, 1998, 2002, 2005, 2006, 2008 |
| Hertha BSC                  | 10      | 1920, 1924, 1928, 1929, 1943, 1958, 1959, 1966, 1967, 1987                               |
| FC Viktoria 1889 Berlin     | 8       | 1907, 1908, 1909, 1926, 1927, 1953, 2014, 2019                                           |
| SC Tasmania 1900 Berlin     | 7       | 1957, 1960, 1961, 1962, 1963, 1970, 1971                                                 |
| BFC Dynamo                  | 6       | 1999, 2011, 2013, 2015, 2017, 2018                                                       |
| Spandauer SV                | 5       | 1954, 1955, 1956, 1975, 1978                                                             |
| 1. FC Union Berlin          | 5       | 1947, 1948, 1994, 2007, 2009                                                             |
| BFC Preussen                | 4       | 1979, 1980, 1981, 2016                                                                   |
| SC Wacker 04 Berlin         | 3       | 1950, 1968, 1972                                                                         |
| Hertha Berlin II            | 3       | 1976, 1992, 2004                                                                         |
| Hertha Zehlendorf           | 3       | 1977, 1982, 1989                                                                         |
| Türkiyemspor Berlin         | 3       | 1988, 1990, 1991                                                                         |
| SV Norden-Nordwest          | 2       | 1923, 1925                                                                               |
| Berliner SV 1892            | 2       | 1930, 1946                                                                               |
| SpVgg Blau-Weiß 1890 Berlin | 2       | 1952, 1984                                                                               |
| SC Charlottenburg           | 2       | 1983, 1986                                                                               |
| Reinickendorfer Füchse      | 2       | 1997, 2003                                                                               |
| Berliner AK 07              | 2       | 2010, 2012                                                                               |
| Weißenseer FC               | 1       | 1910                                                                                     |
| Polizei Berlin              | 1       | 1944                                                                                     |
| Rapide Wedding              | 1       | 1974                                                                                     |
| Tennis Borussia Berlin II   | 1       | 2000                                                                                     |
| SV Yeşilyurt                | 1       | 2001                                                                                     |
| VSG Altglienicke            | 1       | 2020                                                                                     |